# Ioánnis Theotókis
Pour les articles homonymes, voir Theotokis.
Ioánnis Theotókis (en grec moderne : Ιωάννης Θεοτόκης) est un homme politique grec. Né en 1880, Theotókis est le fils de Geórgios Theotókis, lui-même  Premier ministre grec, et le frère cadet de Nikólaos Theotókis qui est exécuté en 1922 pour son rôle dans la défaite en Asie mineure.
Ioánnis Theotókis, est député grec à sept reprises et est nommé ministre de l'agriculture trois fois.
En 1935, il devient vice-président du gouvernement de Geórgios Kondýlis qui fait revenir le roi Georges II de Grèce d'exil. 
Après la Seconde Guerre mondiale, Theotokis devient President du parlement en 1946 et est brièvement Premier ministre en 1950.
Il est membre de la Franc-maçonnerie. 
Il meurt en 1961. 
Son fils, Spýros Theotókis est aussi un homme politique. Son neveu, George Rallis est également Premier ministre dans les années 1980.

## Note
1. ↑  Evstathiou Diakopoulou, O Tektonismos stin Ellada (La Franc-maçonnerie en Grèce), Ionios Philosophiki, Corfou, 2009, p. 297.